# Bernd Scherers
Bernd Scherers (* 13. November 1953) ist ein deutscher Organist und Hochschullehrer.

## Leben
Scherers studierte von 1972 bis 1980 an der Kölner Musikhochschule Schulmusik und Kirchenmusik. Er legte das erste Staatsexamen für Schulmusik, die Reifeprüfung für Orgel und das A-Examen ab. Er ergänzte seine Ausbildung durch ein Studium der Musikwissenschaft, Philosophie und Kunstgeschichte an der Universität Köln. 1983 erfolgte die Promotion.  Das Thema seiner Dissertation war „Studien zur Orgelmusik der Schüler Francks“. Von 1980 bis 1985 studierte er am Conservatoire St. Maur in Paris bei Gaston Litaize, wo er 1981 und 1983 Preisträger der Klasse war. 1985 legte er das Konzertexamen ab. Meisterkurse führten ihn zu Luigi Ferdinando Tagliavini und Jean Langlais.
1975 bis 1985 war Bernd Scherers als Kantor und Organist in Köln tätig, von 1982 bis 1994 als Studienrat in Düsseldorf. 1994 wurde er zum Professor für Musikdidaktik an die Universität Flensburg berufen.